# Dexter (Maine)
Dexter – miasto w Stanach Zjednoczonych, w stanie Maine, w hrabstwie Penobscot.